# 関崎

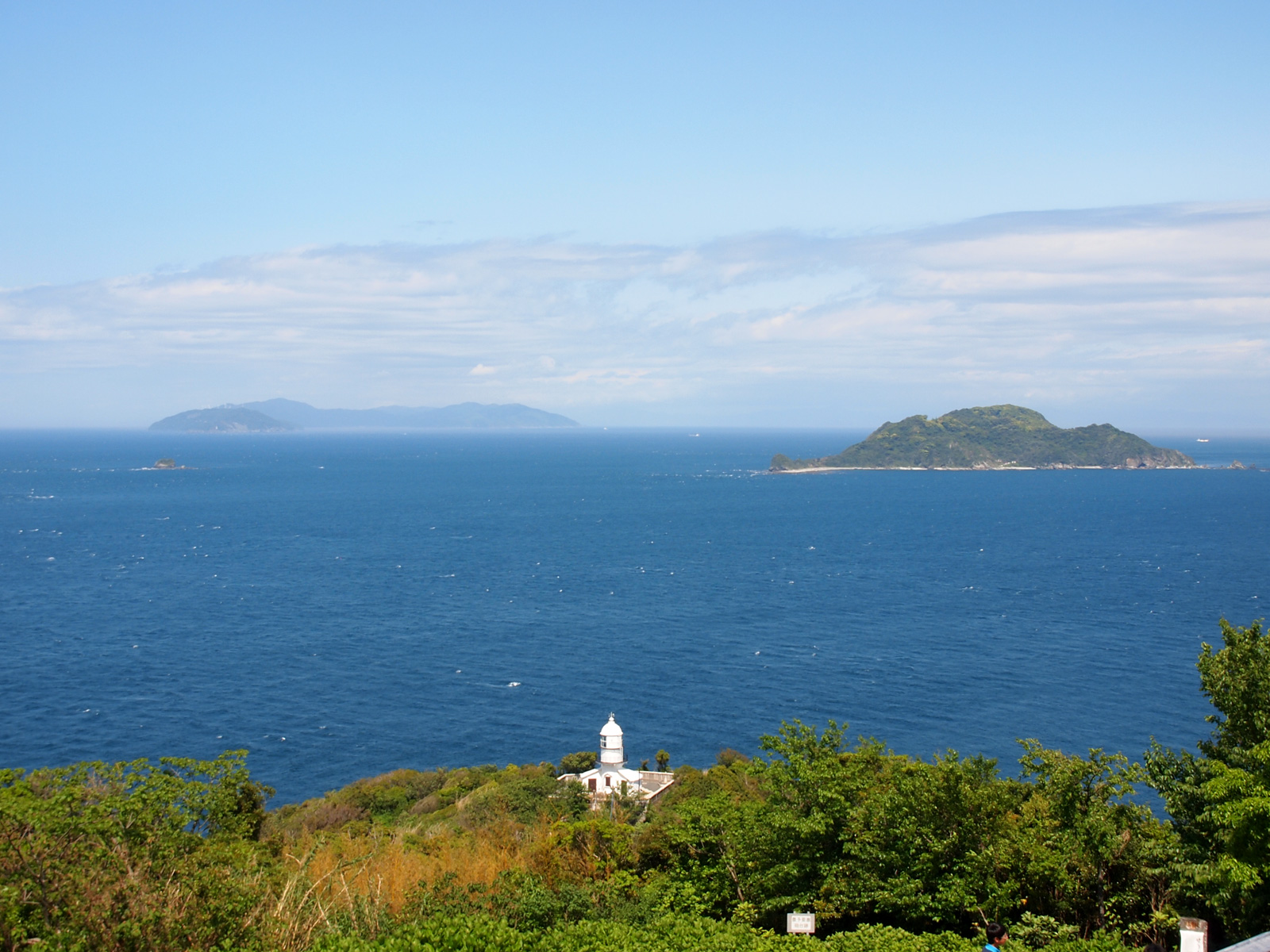
関崎（手前）と佐田岬（左手奥）。右手の島は高島

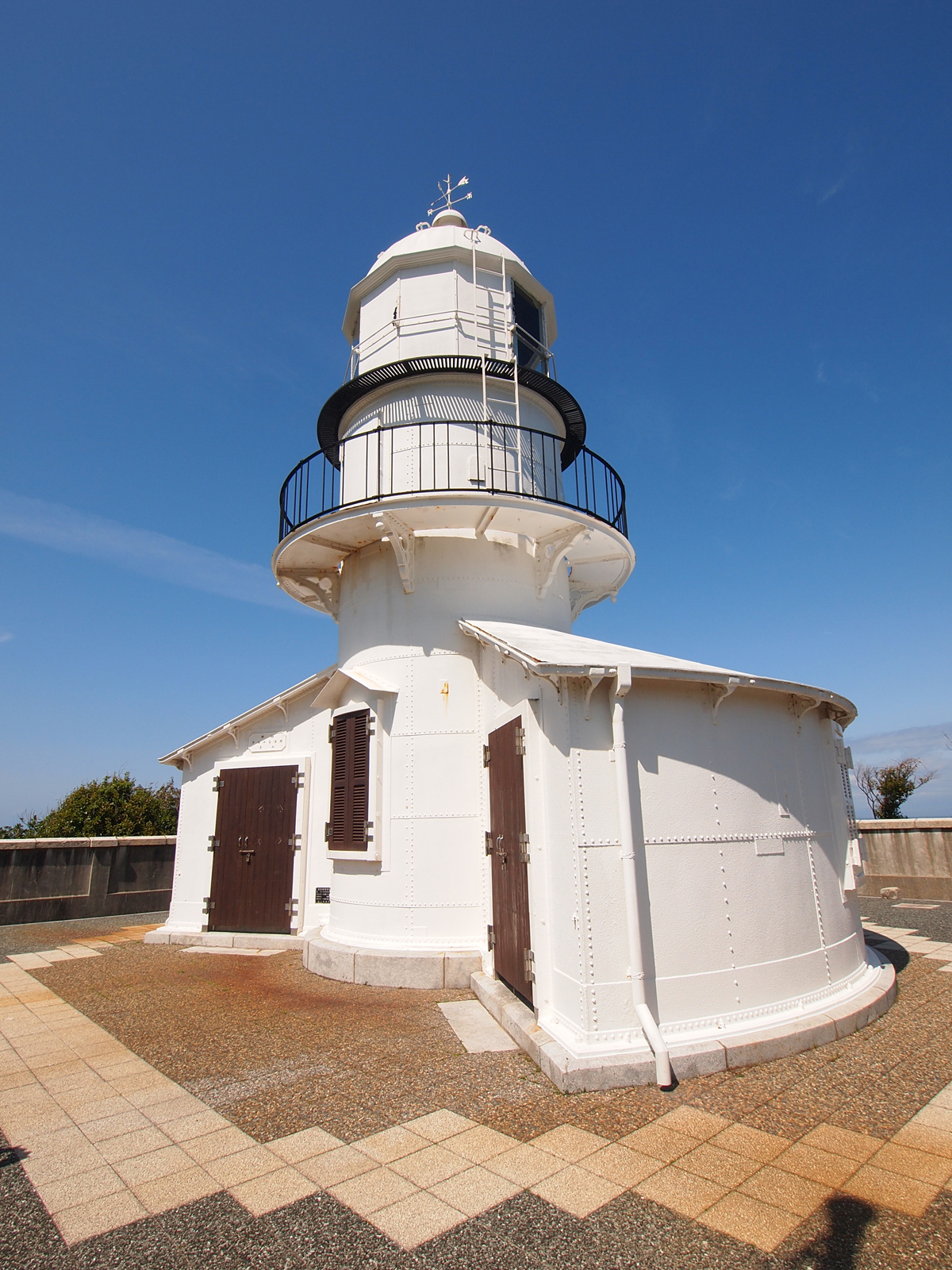
関埼灯台

関崎（せきざき）は、大分県大分市佐賀関の佐賀関半島にある岬。地蔵崎とも呼ばれる。

## 概要
豊後水道の最挟部である豊予海峡（速吸の瀬戸）を挟んで四国側の佐田岬と相対する。関崎周辺の海域は、関あじ、関さばを産する好漁場として知られている。また、日豊海岸国定公園の一部となっている。

## 歴史
古くから航海の難所として知られ、役小角がここで激しい波浪に遭い難破しそうになった時に般若心経を唱えると地蔵菩薩が現れて波風がおさまったという伝説がある。養老年間（717年 - 724年）には、現在「波除け地蔵」呼ばれている地蔵尊が安置され、これに因んでこの岬が地蔵崎と呼ばれるようになった。
また、奈良時代の716年（霊亀2年）頃には「戍」（じゅ）と呼ばれる関が置かれて往来する船とその積み荷を制限し、山上には烽（とぶひ）が置かれたという。『肥後国志』は、藤原純友が反乱（承平天慶の乱）を起こした際に、佐賀関を通行するすべての船を臨検したことから、「関」の名が興ったと伝える。

## 関埼灯台
1901年（明治34年）7月20日に初点灯した大分県最古の灯台。関崎の突端に位置し、1918年（大正7年）4月に竣工した対岸の佐田岬灯台とともに、瀬戸内海と外洋とを結ぶ狭水路である豊予海峡の航行に現在も重要な役割を果たしている。

## 関崎海星館
関崎海星館は、関崎の高台にある展望台及び天体観測施設。豊予海峡を展望でき、天体観測用には60cm口径の反射望遠鏡を備えている。